# Cantó d'Aubenton

Municipis del cantó d'Aubenton

El cantó d'Aubenton és un cantó francès del departament de l'Aisne, situat al districte de Vervins. Té 13 municipis i el cap és Aubenton.

## Municipis
- Any-Martin-Rieux
- Aubenton
- Beaumé
- Besmont
- Coingt
- Iviers
- Jeantes
- Landouzy-la-Ville
- Leuze
- Logny-lès-Aubenton
- Martigny
- Mont-Saint-Jean
- Saint-Clément

## Història
| Data d'elecció                           | Identitat         | Partit                                             | Qualitat |
| ---------------------------------------- | ----------------- | -------------------------------------------------- | -------- |
| 1945-1970                                | Julien Mahoudeaux | SFIO, després divers gauche, després divers droite |          |
| 1970-1976                                | Paul Henniaux     | PCF                                                |          |
| 1976-2001                                | Henry Hollande    | Divers droite                                      |          |
| 2001-                                    | Bernard Noé       | Divers droite, després UMP                         |          |
| les dades anteriors no són pas conegudes |                   |                                                    |          |
|                                          |                   |                                                    |          |

## Demografia
| A partir de 1990: Població sense dobles comptes |